# 琉球峨螺
琉球峨螺（學名：Buccinaria loochooensis）是一種海螺的物種。
本物種舊屬捲管螺科，2011年前屬於芋螺科Raphitominae亞科，之後Raphitominae亞科升格成為Raphitomidae科。